# Mambas Noirs FC
El Mambas Noirs FC es un equipo de fútbol amateur de Benín que juega en la Liga Regional de Benín, la cuarta liga de fútbol más importante del país.

## Historia

### Donjo
Fue fundado en el año 1992 en la ciudad de Cotonú con el nombre Donjo y formó parte de la Premier League de Benín por tres temporadas, la primera en 2003. En su siguiente temporada lograron ganar su grupo y clasificar a la fase final, pero esa fase final fue cancelada por la Federación Beninesa de Fútbol por problemas de organización.
Los clubes clasificados a la fase final se frustraron porque querían clasificar a la Liga de Campeones de la CAF 2005, algo que solo la Federación podía determinar según la invitación de la CAF. El 25 de noviembre del 2004 se determinó que el Donjo sería el representante de Benín en el torneo.
La Liga de Campeones de la CAF 2005 ha sido el único torneo internacional al que ha clasificado el club, en donde fue eliminado por el Racing FC Bafoussam de Camerún en la ronda preliminar.

### Mamba Noirs
El 26 de mayo del 2005 el club cambia de nombre por el de Mambas Noirs y juegan en la Premier League de Benín, aunque estuvieron ahí hasta la temporada 2010/11 por no ser admitidos en la liga de transición de 2011/12.

## Participación en competiciones de la CAF
| Temporada | Torneo                      | Ronda      | Club                | Casa | Visita | Global |
| --------- | --------------------------- | ---------- | ------------------- | ---- | ------ | ------ |
| 2005      | Liga de Campeones de la CAF | Preliminar | Racing FC Bafoussam | 0-2  | 0-1    | 0-3    |

## Jugadores

### Jugadores destacados
- Mohamed Aoudou
- Carlos Alla Ludovic